# گاوبرج
گاوبرج، روستایی است از توابع بخش رضویه شهرستان مشهد در استان خراسان رضوی ایران. همه جمعیت اهل سنت هستند.

## جمعیت
این روستا در دهستان پایین ولایت  قرار دارد و براساس سرشماری سال ۱۴۰۱جمعیت آن  1700نفر  (390خانوار) بوده است.